# المناظرات السومرية
قصيدة المناظرة السومرية أو المناظرة السومرية هي نوع من الأدب السومري يتخذ شكل مناظرة. يعود تاريخ المؤلفات الموجودة من هذا النوع إلى منتصف إلى أواخر الألفية الثالثة قبل الميلاد. هناك ست قصائد أساسية تنتمي إلى هذا النوع. يختلف نوع المناظرات السومرية أيضًا عن المناظرات الأيسوبية حيث أن الأولى تحتوي فقط على حوار دون رواية. في لغتهم الخاصة، توصف النصوص بأنها «آدمين» في التمجيد في نهاية القصيدة، والتي تعني حرفيًا «المسابقات (بين) اثنين».
وقد أشار العلماء إلى هذا النوع بأسماء أخرى مختلفة أيضًا، مثل «قصائد الأسبقية»، و«قصائد المناظرة»، وما إلى ذلك. لقد تجاوز هذا النوع شكله السومري واستمر في صدىه في النصوص المكتوبة بلغات الشرق الأوسط لآلاف السنين.
أكثر هذه القصائد شهرة هي المعزقة والمحراث والنعجة والحبوب، مع توفر أكثر من 60 و70 مخطوطة لكل منهما على التوالي.

## الوصف

### البناء
المناقشات شعرية ومكتوبة في الشعر. وهي تتبع هيكلًا ثلاثيًا:
1. مقدمة
2. مناظرة بين اثنين من المتنافسين
3. مشهد التحكيم (حيث يُعلن الفائز)

أحيانًا تُوضع البنية في خمسة أجزاء، مع إدراج جزأين إضافيين للإشارة إلى التحولات في النص بين (1) و(2) المذكورين أعلاه، و(2) و(3):
1. مقدمة
2. الانتقال 1 (حيث يُوصف سبب النزاع)
3. مشاجرة بين اثنين من المتنافسين
4. المرحلة الانتقالية 2 (حيث يسعى طرف واحد على الأقل إلى قاضٍ لتسوية النزاع)
5. مشهد التحكيم (حيث يُعلن الفائز)

### السمات
كالحوارات، وعلى عكس الخرافات أو النصوص السردية الأخرى، لا يوجد سوى القليل جدًا من السرد في المناقشات السومرية. المتنافسون هم أشياء أو مخلوقات غير مفصلية، مثل الأشجار أو الأسماك. على عكس الحوارات من الثقافات أو الأنواع الأخرى التي تهدف إلى حل مشكلة ما، تهدف هذه المناقشات إلى تحديد ما هو متفوق. عادةً، يُمنح الفائز في المناظرة أيضًا وقتًا أطول للتحدث ولديه حجة ذات جودة أعلى على مدار النزاع.
يتضمن كل تبادل عادةً خطابين وتعليقات من كل متنافس. وتتعلق الحجج الشائعة بفائدة عدم وجود ما يتم مناقشته للبشر. ينتهي قسم المناظرة عندما يقرر المتنافسون اللجوء إلى سلطة أعلى، ربما إله (على سبيل المثال إنليل في المعزقة والمحراث) أو رجل (على سبيل المثال شولجي في الشجرة والقصب)، لانتخاب الفائز. هناك بعض الأدلة على أن هذه المناظرات استخدمت في العروض العامة.

### المقدمة
باستثناء المعزقة والمحراث، تحتوي جميع هذه القصائد أيضًا على نشأة الكون السومرية التي تصف خلق الكون ومخلوقاته (بما في ذلك المتنافسان) على يد الآلهة. تحتوي النصوص السومرية الأخرى أيضًا على مقدمات عن نشأة الكون، مثل جلجامش وإنكيدو والعالم السفلي. إن وظيفة هذه المقدمات ليست تقديم خطاب كوني واسع النطاق، بل تقديم الموضوع القادم بدلاً من ذلك.

### الخاتمة
تنتهي جميع المناقشات بتمجيد بالتنسيق التالي، حيث X وY هما المتنافسان، وDN هو الحكم الذي يقرر الفائز في المناظرة:
السومرية: X Y a-da-mìn dug₄-ga | X Y ديري جا با | DN زا مي
العربية: لأنه في الجدل الذي دار بين X وY، انتصر X على Y

## مقارنة مع المناقشات الأكادية
توقفت المناقشات السومرية عن النسخ بعد العصر البابلي القديم. تعود أقدم قصيدة مناظرة أكادية إلى القرن الثامن عشر قبل الميلاد، ومنذ هذه الفترة فصاعدًا، تم نسخ قصائد الجدل الأكادية في الألفية الثانية والأولى قبل الميلاد. لم تكن أي من قصائد الجدل الأكادية المعروفة عبارة عن ترجمات من مناظرات سومرية؛ فهم يستخدمون اصطلاحات أدبية مختلفة وبنية شعرية مختلفة، ويناقشون موضوعات مختلفة، وما إلى ذلك، على الرغم من أن الطرفاء والنخلة الأكادية لهما كلمة سومرية مستعارة واحدة. ومع ذلك، فقد أُثبِتت بعض الاستمرارية اللغوية الملحوظة، كما هو الحال بين المعزقة والمحراث مع النخيل والكرمة الأكادية، على الرغم من أن ألفي عام تفصل بين تكوينهما. ومع ذلك، هناك ضعف في أدب المناظرات الأكادية: على الرغم من أنها أحدث، إلا أنها مجزأة نسبيا مقارنة بالمناظرات السومرية. تشمل الأمثلة على ذلك أنه لم يبق سوى اثني عشر سطرًا من مناظرة الحمار وأن أقل من عُشر سلسلة الحور وسلسلة الثعلب معروفة الآن، والتي كان من الممكن أن يبلغ طولها في الأصل مئات الأبيات.

## العلم
العمل الرئيسي وراء إعادة بناء قصائد الجدل قام به م. سيفيل خلال الستينيات. أصبحت الترجمات الصوتية والترجمات لاحقًا متاحة في مجموعة النصوص الإلكترونية للأدب السومري في أوائل العقد الأول من القرن الحادي والعشرين: اعتبارًا من عام 2017، فقط محتوى مناظرة بين الشجرة والقصب [الإنجليزية] غير متاح للعامة في قاعدة البيانات.

## قائمة المناظرات السومرية

### ستة مناظرات رئيسية
منذ خمسينيات القرن الماضي، تضمنت كل قائمة للمناظرات السومرية النصوص الستة التالية:
1. مناظرة بين المعزقة والمحراث (CSL 5.3.1)
2. مناظرة بين الأغنام والحبوب (CSL 5.3.2)
3. مناظرة بين الشتاء والصيف (CSL 5.3.3)
4. مناظرة بين الشجرة والقصب [الإنجليزية] (CSL 5.3.4)
5. مناظرة بين الطيور والأسماك (CSL 5.3.5)
6. مناظرة بين الفضة والنحاس (CSL 5.3.6)